# Emydura
Genre
Synonymes
- Chelymys Gray, 1844
- Euchelymys Gray, 1871
- Tropicochelymys Wells & Wellington, 1985

Emydura est un genre de tortue de la famille des Chelidae.

## Distribution
Les quatre espèces de ce genre se rencontrent en Australie et en Nouvelle-Guinée.

## Description
Ces espèces sont reconnaissables par leurs plastrons chatoyant beaucoup plus marqué chez les jeunes. Elles peuvent atteindre environ 29 cm.
Afin de différencier mâles et femelles, il faut comparer la taille de la queue : si elle est longue c'est un mâle, si elle est plus courte c'est une femelle.
Cette tortue est carnivore mais peut aussi manger en captivité des endives ou de la salade etc.

## Liste des espèces
Selon TFTSG (20 mai 2011) :
- Emydura macquarii (Gray, 1831)
- Emydura subglobosa (Krefft, 1876)
- Emydura tanybaraga Cann, 1997
- Emydura victoriae (Gray, 1842)

## Publications originales
- Bonaparte, 1836 : Cheloniorum Tabula Analytica. Rome, p. 9.
- Gray, 1844 : Catalogue of the tortoises, crocodiles and amphisbaenians in the collection of the British Museum. Edward Newman, London (texte intégral).
- Gray, 1871 : On Euchelymys, a new genus and two new species of Australian freshwater tortoises. Annals and Magazine of Natural History, ser. 4, vol. 8, p. 117–118 (texte intégral).
- Wells & Wellington, 1985 : A classification of the Amphibia and Reptilia of Australia. Australian Journal of Herpetology, Supplemental Series, vol. 1, p. 1-61 (texte intégral).